# Can Roig (Riells i Viabrea)
Can Roig és una masia de Riells i Viabrea (Selva) inclosa a l'Inventari del Patrimoni Arquitectònic de Catalunya.

## Descripció
És una masia de grans dimensions resultant de la successiva addició de construccions adossades. El cos més antic està format per un edifici de dues plantes que s'adapta al desnivell del terreny, amb vessants a façana. Les obertures són emmarcades amb pedra. Al costat dret té adossades diverses dependències de serveis.
A la banda esquerra hi ha una construcció de planta baixa, un pis i golfes, amb vessants a laterals de construcció posterior. Aquesta edificació té un portal d'arc de mig punt i grans obertures rectangulars, actualment tapiades, sense emmarcament. El parament és arrebossat i pintat. Enfront hi havia un petit jardí amb tanca que es troba en molt mal estat. Sembla que aquest sector, que devia ser un habitatge independent, avui s'ha abandonat totalment. Tot i que Can Roig és de datació molt antiga l'edificació actual no presenta gaire interès.

## Història
L'any 1497 en el Turó de Morou consta un empriu que es repartia entre cinc propietaris i un d'ells era la casa forta de can Roig, que apareix en el document com a can Reig.